# Mothahalli, Mandya
Mothahalli là một làng thuộc tehsil Mandya, huyện Mandya, bang Karnataka, Ấn Độ.